# 安宁区
安宁区是甘肃省兰州市下辖的一个市辖区，位于黄河北岸，和七里河区隔河相对。安宁区集中了兰州的多数大学，如兰州交通大学、西北师范大学、甘肃农业大学、甘肃政法学院等，此外兰州重要的军工厂也集中在该区。该区是蘭州新興的房地產開發地區。

## 行政区划
安宁区下辖8个街道和2个镇：培黎街道、安宁西路街道、沙井驿街道、十里店街道、孔家崖街道、银滩路街道、刘家堡街道、安宁堡街道、忠和镇和九合镇。

## 交通
- 蘭州軌道交通1號線
  - 蘭州城市學院（省科技館）站
  - 蘭州海關站